# Clayton Grilo
Clayton Divina Nunes, mais conhecido como Clayton Grilo (Rio de Janeiro, 20 de abril de 1976), é um ex-futebolista brasileiro que atuava como atacante.
Ficou conhecido por ter sido o primeiro companheiro de ataque de Ronaldo Fenômeno nas divisões de base do São Cristóvão.

## Carreira
Na base do São Cristóvão, Clayton foi companheiro de ataque do Ronaldo Fenômeno durante 4 anos. No último ano desta parceria, em 1992, Clayton se destacou na Copa Mané Garrincha e foi eleito o craque do campeonato (Ronaldo Fenômeno foi o artilheiro desta competição). Na final da Copa Mané Garrincha, fez um dos gols mais importantes de sua curta carreira: ele driblou a zaga toda do Olaria e fez o gol do título. Após se destacar no São Cristóvão, ele foi contratado pelo Grêmio. No clube gaúcho, conquistou o Campeonato Gaúcho de 1993 e ganhou o apelido de Grilo. Chegou ainda a ser relacionado para as finais da Copa do Brasil do mesmo ano, quando foi vice-campeão. Por ter ter fugido da concentração em um jogo decisivo contra o Juventude, ele foi dispensado pela equipe.
| “ | Saí com uma gaúcha bonitona, cheguei às 3h da manhã, não queriam deixar eu entrar na concentração. O técnico não me deixou nem no banco naquele jogo. | ” |

Dispensado pelo Grêmio, Clayton foi fazer um teste no Fluminense, onde foi contratado, mas teve rápida passagem. Aos poucos, sua carreira diminuiria de expressão e ainda acumularia passagens por diversas outras equipes, com menos tradição no futebol: Atlético de Três Corações (MG), Portuguesa (RJ), Taquaritinga (SP), Sport Club Taquarense (RS), Deportivo Árabe Unido (Panamá), Sorriso (MS), Anorthosis (Chipre), Olímpico (SE), Petrolina (PE), Águia Negra (MS) e Gênus de Porto Velho (RO).
Sua carreira acabou sendo prejudicada por diversas lesões. Por conta de uma delas (torção no joelho), pendurou as chuteiras em 2006, aos 30 anos. Atualmente, Clayton trabalha na administração de um hospital público e comanda um projeto social chamado "Centro de Oportunidade ao Talento", que auxilia crianças carentes de São Gonçalo.
Em 2011, foi um dos citados na série de reportagens Craques do Passado feita pelo jornal O São Gonçalo que listava os desportistas que representaram a região de São Gonçalo, Niterói, Itaboraí e Maricá no esporte brasileiro e mundial.

## Títulos
São Cristóvão
- Copa Mané Garrincha: 1992 e 1993

Grêmio
- Campeonato Gaúcho: 1993

Portuguesa-RJ
- Campeonato Carioca - Série B: 1996

Olímpico-SE
- Campeonato Sergipano - Primeira Divisão do Interior: 2003

## Prêmios individuais
- Craque da Copa Mané Garrincha: 1992